# 雷姆科·帕斯費爾
雷姆科·帕斯費爾（荷蘭語：Remko Pasveer；1983年11月8日—），荷蘭足球運動員，司職守門員，現效力荷甲球會阿積士。

## 俱樂部生涯
帕斯費爾出自荷甲特温特青訓，後來在前進伊高斯、荷華高斯等小球隊擔任過主力門將，但在PSV燕豪芬效力時只是替補。
帕斯費爾于2017年7月与維特斯签约。
2021年夏天，已經38歲的帕斯費爾加盟阿積士，逐漸成為球隊主力，離開球隊後更是成為了絕對主力。

## 國家隊生涯
荷蘭國家足球隊公佈了新一期大名單，阿積士主力門將帕斯費爾在列，這也是38歲的帕斯費爾職業生涯首次入選荷蘭國家足球隊。
歐洲國家聯賽，荷蘭2：0擊敗波蘭的比賽中，荷蘭門將帕斯費爾首發出場零封對手，上演國家隊處子秀。
2022年11月，帕斯費爾选入2022年世界盃荷蘭的最終26人名單。

## 外部連結
- worldfootball.net：雷姆科·帕斯費爾之統計數據 （英文）